# Milan Blagojević (Handballspieler)
Milan Blagojević (serbisch-kyrillisch Милан Благојевић; * 13. Dezember 1978 in Lazarevac) ist ein aus Serbien stammender Handballspieler.
Blagojević spielt seit seinem zehnten Lebensjahr Handball. Mit 15 Jahren erhielt er seinen ersten Profi-Vertrag. Der 1,85 Meter große Rückraumspieler spielte bei RK Roter Stern Belgrad in der ersten Liga und in der EHF Champions League. 2002 kam er nach Deutschland und spielte zunächst beim VfL Westercelle, wechselte aber im selben Jahr zum TSV Hannover-Anderten. 2010 kehrte er in seine Heimat zurück. Mit dem RK Kolubara spielte er im Europapokal der Pokalsieger 2010/11 und im EHF Challenge Cup 2011/12.
Der Student ist seit 2003 verheiratet.

## Nationalmannschaft
Blagojević spielte über 30 mal in der U21-Mannschaft Serbien-Montenegros.